# Sakanaction

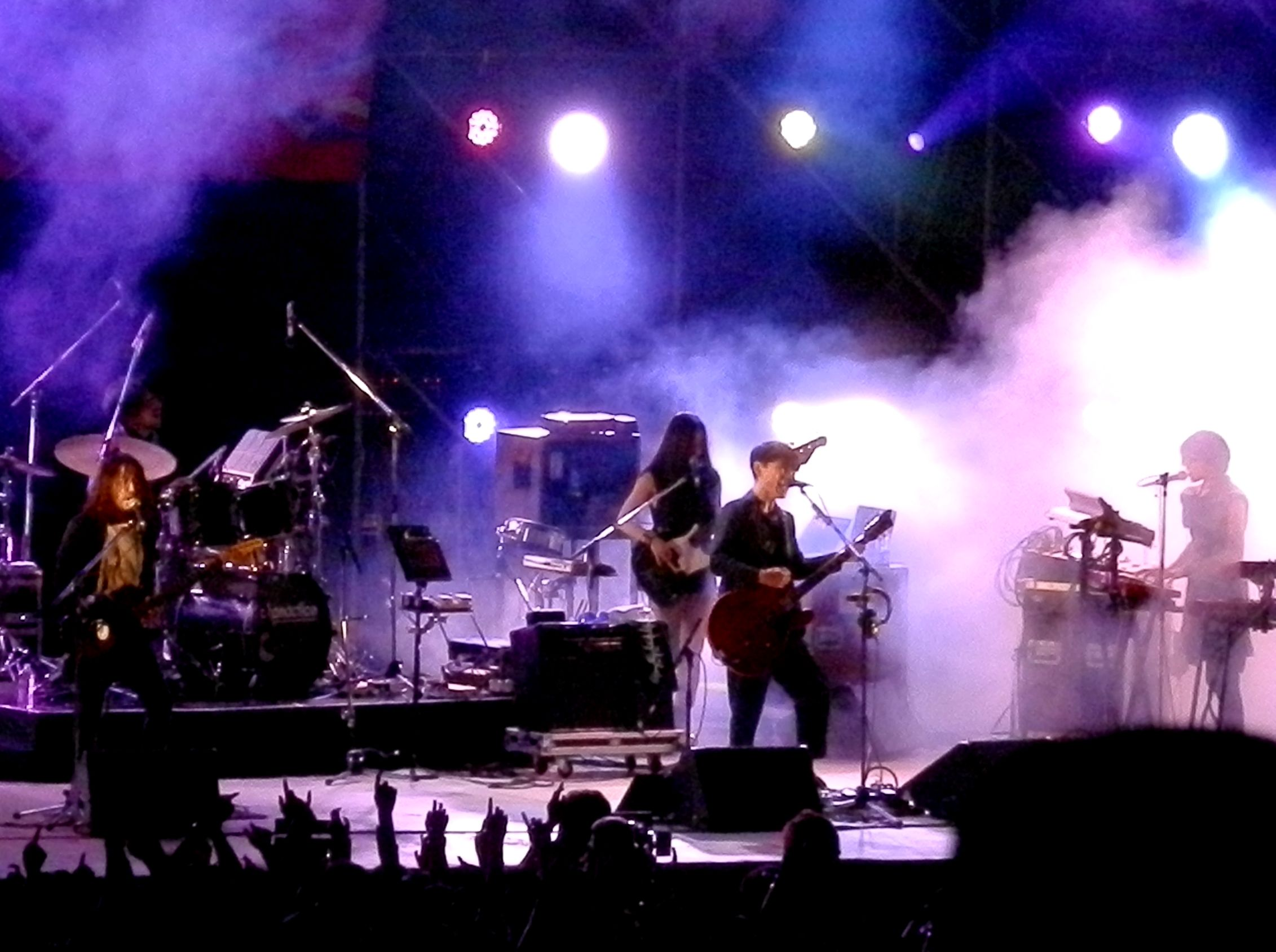
Sakanaction (2013) - japanische Pop-Rock Band

Sakanaction (japanisch サカナクション Sakanakushon) ist eine japanische Pop-Rock-Gruppe aus Sapporo in Hokkaidō. In ihrer Musik vermischt sie viele unterschiedliche Musikgenres. Die Band besteht aus fünf Musikern und wurde 2005 gegründet. Ihre Alben und Singles erreichen häufig Spitzenpositionen in den Oricon-Charts.
Der Name Sakanaction ist ein Kofferwort aus dem japanischen Wort für Fisch japanisch 魚 sakana und dem Wort action.

## Diskografie

### Selbstverlag
- 2005: サカナクション音源集 (Sakanakushon ongen-shū)

### Studioalben
| Jahr | Titel Musiklabel                        | Höchstplatzierung, Gesamtwochen, AuszeichnungChartsChartplatzierungen (Jahr, Titel, Musiklabel, Platzierungen, Wochen, Auszeichnungen, Anmerkungen) | Anmerkungen                              |
| Jahr | Titel Musiklabel                        | JP | Anmerkungen                              |
| ---- | --------------------------------------- | --- | ---------------------------------------- |
| 2007 | Go to the Future Victor Entertainment   | — | Erstveröffentlichung: 9. Mai 2007        |
| 2008 | Night Fishing Victor                    | — | Erstveröffentlichung: 23. Januar 2008    |
| 2009 | Shin-shiro (シンシロ, New White) Victor | JP8 (16 Wo.)JP | Erstveröffentlichung: 21. Januar 2009    |
| 2010 | Kikuuiki ("Mixing Airspace") Victor     | JP3 (25 Wo.)JP | Erstveröffentlichung: 17. März 2010      |
| 2011 | Documentaly Victor                      | JP2 Gold · (62 Wo.)JP | Erstveröffentlichung: 28. September 2011 |
| 2013 | Sakanaction Victor                      | JP1 Gold · (42 Wo.)JP | Erstveröffentlichung: 13. März 2013      |
| 2019 | 834.194 Victor                          | JP2 Gold · (59 Wo.)JP | Erstveröffentlichung: 19. Juni 2019      |
| 2022 | Adapt (アダプト) Victor                 | JP4 (12 Wo.)JP | Erstveröffentlichung: 30. März 2022      |

### Kompilationen
| Jahr | Titel Musiklabel | Höchstplatzierung, Gesamtwochen, AuszeichnungChartsChartplatzierungen (Jahr, Titel, Musiklabel, Platzierungen, Wochen, Auszeichnungen, Anmerkungen) | Anmerkungen                          |
| Jahr | Titel Musiklabel | JP | Anmerkungen                          |
| ---- | --- | --- | ------------------------------------ |
| 2015 | Natsukashii Tsuki wa Atarashii Tsuki: Coupling & Remix Works (懐かしい月は新しい月 ～Coupling & Remix works～, A Nostalgic Moon Is a New Moon) Victor | JP5 (16 Wo.)JP | Erstveröffentlichung: 5. August 2015 |
| 2018 | Sakanazukan (魚図鑑, Sakana Book) Victor | JP1 Gold · (89 Wo.)JP | Erstveröffentlichung: 28. März 2018  |

### Livealben
- 2012: Sakanaquarium2012 "Zepp Alive"

### Remixalben
| Jahr | Titel Musiklabel                                                | Höchstplatzierung, Gesamtwochen, AuszeichnungChartsChartplatzierungen (Jahr, Titel, Musiklabel, Platzierungen, Wochen, Auszeichnungen, Anmerkungen) | Anmerkungen                             |
| Jahr | Titel Musiklabel                                                | JP | Anmerkungen                             |
| ---- | --------------------------------------------------------------- | --- | --------------------------------------- |
| 2023 | 懐かしい月は新しい月, Vol. 2 〜Rearrange & Remix works〜 Victor | JP8 (4 Wo.)JP | Erstveröffentlichung: 6. September 2023 |

### EPs
| Jahr | Titel Musiklabel                                                               | Höchstplatzierung, Gesamtwochen, AuszeichnungChartsChartplatzierungen (Jahr, Titel, Musiklabel, Platzierungen, Wochen, Auszeichnungen, Anmerkungen) | Anmerkungen                                     |
| Jahr | Titel Musiklabel                                                               | JP | Anmerkungen                                     |
| ---- | ------------------------------------------------------------------------------ | --- | ----------------------------------------------- |
| 2008 | ’Night Fishing Is Good’ Tour 2008 in Sapporo Victor                            | — | Erstveröffentlichung: 6. August 2008 Live-EP    |
| 2008 | Remixion Victor                                                                | — | Erstveröffentlichung: 15. Oktober 2008 Remix-EP |
| 2009 | "Fish Alive" 30min., 1 Sequence by 6 Songs Sakanaquarium 2009 @ Sapporo Victor | — | Erstveröffentlichung: 15. Juli 2009 Live-EP     |
| 2013 | Inori EP Victor                                                                | JP36 (2 Wo.)JP | Erstveröffentlichung: 26. Juni 2013 Remix-EP    |

### Weitere Alben
- 2015: 懐かしい月は新しい月 〜Coupling & Remix works〜
- 2015: Motion Music of Bakuman。 (Soundtrack)
- 2018: 魚図鑑
- 2021: Rearrange Package

### Singles
| Jahr | Titel Album | Höchstplatzierung, Gesamtwochen, AuszeichnungChartsChartplatzierungen (Jahr, Titel, Album, Platzierungen, Wochen, Auszeichnungen, Anmerkungen) | Anmerkungen                                 |
| Jahr | Titel Album | JP | Anmerkungen                                 |
| ---- | --- | --- | ------------------------------------------- |
| 2007 | Word (ワード, Wādo) Night Fishing | — | Erstveröffentlichung: 5. Dezember 2007      |
| 2007 | Sample (サンプル, Sanpuru) Night Fishing | — | Erstveröffentlichung: 5. Dezember 2007      |
| 2007 | Night Fishing Is Good (ナイトフィッシングイズグッド, Naito Fisshingu Izu Guddo) Night Fishing                                                    | — | Erstveröffentlichung: 26. Dezember 2007     |
| 2008 | Sen to Rei (セントレイ, 1000 & 0) Shin-shiro | JP35 (6 Wo.)JP | Erstveröffentlichung: 10. Dezember 2008     |
| 2009 | Native Dancer (ネイティブダンサー, Neitibu Dansā) Shin-shiro                                                                                     | — | Erstveröffentlichung: 7. Januar 2009        |
| 2010 | Aruku Around (アルクアラウンド, Walk Around) Kikuuiki                                                                                            | JP3 Platin (Digital) · (11 Wo.)JP | Erstveröffentlichung: 13. Januar 2010       |
| 2010 | Identity (アイデンティティ, Aidentiti) Documentaly                                                                                               | JP12 Platin (Digital) · (8 Wo.)JP | Erstveröffentlichung: 4. August 2010        |
| 2011 | Rookie (ルーキー, Rūkī) Documentaly | JP6 (6 Wo.)JP | Erstveröffentlichung: 16. März 2011         |
| 2011 | Bach no Senritsu o Yoru ni Kiita Sei Desu (『バッハの旋律を夜に聴いたせいです。』, Because of Listening to Bach’s Melodies at Night) Documentaly | JP8 Gold (Digital) · (7 Wo.)JP | Erstveröffentlichung: 20. Juli 2011         |
| 2012 | Boku to Hana (僕と花, The Flower and I) Sakanaction                                                                                              | JP6 Gold (Download) · (7 Wo.)JP | Erstveröffentlichung: 30. Mai 2012          |
| 2012 | Yoru no Odoriko (夜の踊り子, The Dancer of the Night) Sakanaction                                                                                | JP5 Platin (Digital) + Gold (Streaming) · (10 Wo.)JP                                                                                           | Erstveröffentlichung: 29. August 2012       |
| 2013 | Music (ミュージック, Myūjikku) Sakanaction | JP4 Platin (Digital) · (10 Wo.)JP | Erstveröffentlichung: 23. Januar 2013       |
| 2014 | Good-Bye (グッドバイ, Guddobai) / Eureka (ユリイカ, Yurīka) 834.194                                                                              | JP2 (8 Wo.)JP | Erstveröffentlichung: 15. Januar 2014       |
| 2014 | Hasu no Hana (蓮の花, Lotus Flower) / Sayonara wa Emotion (さよならはエモーション, Goodbyes Are Emotion) 834.194                                 | JP4 (6 Wo.)JP | Erstveröffentlichung: 8. / 29. Oktober 2014 |
| 2015 | Shin Takarajima (新宝島, New Treasure Island) Sakanazukan / 834.194                                                                              | JP9 ×2Doppelplatin (Digital) + Platin (Streaming) · (16 Wo.)JP                                                                                 | Erstveröffentlichung: 30. September 2015    |
| 2016 | Tabun, Kaze (多分、風。, Maybe, Wind) 834.194 | JP4 Gold (Digital) · (5 Wo.)JP | Erstveröffentlichung: 19. Oktober 2016      |
| 2019 | Wasurerarenai no (忘れられないの) / Moth (モス) 834.194                                                                                          | JP7 Gold (Streaming) · (5 Wo.)JP | Erstveröffentlichung: 21. August 2019       |
| 2021 | Plateau (プラトー, Puratō) Adapt | — | Erstveröffentlichung: 2021                  |
| 2022 | Shock! (ショック!, Shokku!) Adapt | — | Erstveröffentlichung: 2022                  |
| 2025 | Kaijū (怪獣) – | JP— Platin (Streaming)JP | Erstveröffentlichung: 20. Februar 2025      |